# 風のなかのプリムローズ
「風のなかのプリムローズ」（かぜのなかのプリムローズ）は、Ceuiの楽曲。 Ceuiが作詞、小高光太郎・Ceuiが作曲を手掛けた。Ceuiの12枚目のシングルとして2012年8月8日にGloryHeavenから発売された。

## 概要
前作「Stardust Melodia」から約9ヶ月ぶりのリリースであり、2012年唯一のシングル。「センティフォリア」以来6作（3年）ぶりにGloryHeavenレーベルでの発売となる。
表題曲「風のなかのプリムローズ」は、テレビアニメ『恋と選挙とチョコレート』のエンディングテーマに起用された。自身のシングル表題曲がテレビアニメの主題歌に起用されるのは9枚目のシングル「Truth Of My Destiny」から4作連続。
プリムローズとはサクラソウのことで花言葉は「青春のはじまりと悲しみ」。
ディスクジャケットには、表題曲が起用された『恋と選挙とチョコレート』に登場するキャラクターの森下未散、青海衣更が描かれている。イラストはゲーム版の原画を担当している春夏冬ゆうが手掛けている。

## チャート成績
2012年8月20日付のオリコン週間シングルチャートで63位を獲得。初動売上は0.1万枚を記録した。また、同日付のBillboard JAPAN Hot Singles Salesで65位、2012年8月18日放送分のCOUNT DOWN TV内のThis Week's TOP 100で73位を獲得した。

## 批評
CDジャーナルは、「透明感溢れる可愛らしいヴォーカルと優しいメロディがマッチした曲。」と評した。

## 収録曲
（全作詞：Ceui、作曲：小高光太郎・Ceui、編曲：小高光太郎）
1. 風のなかのプリムローズ [4:44]
  - テレビアニメ『恋と選挙とチョコレート』エンディングテーマ

「聴いた人の背中を押す曲」というテーマで製作された[6]。
2. Amorossia [4:49]
森林浴の様な心地よさが感じられる曲[1][6]。
3. 風のなかのプリムローズ（inst.）
4. Amorossia（inst.）